# Mississauga IceDogs
Mississauga IceDogs byl kanadský juniorský klub ledního hokeje, který sídlil v Mississauze v provincii Ontario. V letech 1998–2007 působil v juniorské soutěži Ontario Hockey League (dříve Ontario Hockey Association). Zanikl v roce 2007 přestěhováním do St. Catharines, kde byl vytvořen tým Niagara IceDogs. Své domácí zápasy odehrával v hale Hershey Centre s kapacitou 5 612 diváků. Klubové barvy byly červená, černá a bílá.
Nejznámější hráči, kteří prošli týmem, byli např.: Vladimír Svačina, Alex Pietrangelo, Oskar Osala, Kyle Quincey, Tomáš Linhart, Daniel Carcillo nebo Patrick O’Sullivan.

## Přehled ligové účasti
Zdroj: 
- 1998–2007: Ontario Hockey League (Centrální divize)